# Australië op de Olympische Winterspelen 1992
Tijdens de Olympische Winterspelen van 1992, die in Albertville (Frankrijk) werden gehouden, nam Australië voor de twaalfde keer deel.

## Deelnemers en resultaten

### Alpineskiën
| Olympiër      | Discipline       | Resultaat | Prestatie |
| ------------- | ---------------- | --------- | --- |
| Steven Lee    | afdaling (m)     | 36e       | 1.58,55 (+8,18) |
| Steven Lee    | super g (m)      | 30e       | 1.16,58 (+3,54) |
| Steven Lee    | combinatie (m)   | 19e       | afdaling: 17,02 punten met 1.46,64 slalom: 68,03 punten met 1.53,10 run 1: 55,76 run 2: 57,34 totaal: 85,05 p. (+70,47) |
|               |                  |           | |
| Zali Steggall | reuzenslalom (v) | 23e       | run 1: 1.10,54 run 2: 1.11,66 totaal: 2.22,20 (+9,46)                                                                   |
| Zali Steggall | slalom (v)       | DNF-1     | run 1: opgave |
| Zali Steggall | combinatie (v)   | DNF-s1    | afdaling: 1.31,30 slalom: run 1: opgave                                                                                 |

### Biatlon
| Olympiër           | Discipline | Resultaat | Prestatie                                 |
| ------------------ | ---------- | --------- | ----------------------------------------- |
| Sandra Paintin     | 7,5 km (v) | 54e       | 28.50,0 (+4.20,8) pen.: 2 (1 + 1)         |
| Sandra Paintin     | 15 km (v)  | 40e       | 58.55,3 (+7.08,1) pen.: 3 (2 + 0 + 0 + 1) |
| Kerryn Pethybridge | 7,5 km (v) | 39e       | 27.58,7 (+3.29,5) pen.: 2 (1 + 1)         |
| Kerryn Pethybridge | 15 km (v)  | 32e       | 57.49,7 (+6.02,5) pen.: 2 (0 + 0 + 1 + 1) |

### Bobsleeën
| Olympiër                    | Discipline                | Resultaat | Prestatie                                                                           |
| --------------------------- | ------------------------- | --------- | ----------------------------------------------------------------------------------- |
| Glenn Turner Paul Narracott | 2-mansbob (m) Australië I | 30e       | run 1: 1.02,17 run 2: 1.02,61 run 3: 1.02,81 run 4: 1.02,66 totaal: 4.10,25 (+6,99) |

### Freestyleskiën
| Olympiër     | Discipline | Resultaat | Prestatie                                       |
| ------------ | ---------- | --------- | ----------------------------------------------- |
| Nick Cleaver | moguls (m) | 11e       | kwalificatie: 23,25 punten finale: 22,04 punten |
| Adrian Costa | moguls (m) | 14e       | kwalificatie: 22,39 punten finale: 21,18 punten |

### Kunstrijden
| Olympiër                   | Discipline | Resultaat | Prestatie                                                                        |
| -------------------------- | ---------- | --------- | -------------------------------------------------------------------------------- |
| Cameron Medhurst           | mannen     | 16e       | korte kür: 16e met 8,0 punten lange kür: 16e met 16,0 punten totaal: 24,0 punten |
| Danielle Carr Stephen Carr | paarrijden | 13e       | korte kür: 13e met 6,5 punten lange kür: 13e met 13,0 punten totaal: 19,5 punten |

### Langlaufen
| Olympiër   | Discipline                    | Resultaat | Prestatie                                                   |
| ---------- | ----------------------------- | --------- | ----------------------------------------------------------- |
| Andy Evans | 10 km klassiek (m)            | 37e       | 30.54,2 (+3.18,2)                                           |
| Andy Evans | 30 km klassiek (m)            | 54e       | 1:32.29,9 (+10.02,1)                                        |
| Andy Evans | 50 km vrije stijl (m)         | 34e       | 2:15.46,9 (+12.05,4)                                        |
| Andy Evans | achtervolging 10 km+15 km (m) | 39e       | 10 km: 30.54 15 km: 40.11,2 achterstand op winnaar: +5.27,3 |
| Paul Gray  | 10 km klassiek (m)            | 73e       | 33.12,2 (+5.36,2)                                           |
| Paul Gray  | 50 km vrije stijl (m)         | 55e       | 2:25.29,0 (+21.47,5)                                        |
| Paul Gray  | achtervolging 10 km+15 km (m) | 65e       | 10 km: 33.12 15 km: 41.32,9 achterstand op winnaar: +9.07,0 |

### Rodelen
| Olympiër   | Discipline | Resultaat | Prestatie                                                                         |
| ---------- | ---------- | --------- | --------------------------------------------------------------------------------- |
| Diane Ogle | vrouwen    | 21e       | run 1: 47,573 run 2: 47,682 run 3: 47,680 run 4: 47,530 totaal: 3.10,465 (+3,769) |

### Schaatsen
| Olympiër           | Discipline   | Resultaat | Prestatie                    |
| ------------------ | ------------ | --------- | ---------------------------- |
| Danny Kah          | 1000 m (m)   | 34e       | 1.17,96 (+3,11)              |
| Danny Kah          | 1500 m (m)   | 23e       | 1.59,33 (+4,52)              |
| Danny Kah          | 5000 m (m)   | 20e       | 7.22,86 (+22,89)             |
| Danny Kah          | 10.000 m (m) | 12e       | 14.42,32 (+30,20)            |
| Phillip Tahmindjis | 1000 m (m)   | 38e       | 1.18,77 (+3,92)              |
| Phillip Tahmindjis | 1500 m (m)   | 38e       | 2.02,08 (+7,27)              |
| Phillip Tahmindjis | 5000 m (m)   | 25e       | 7.26,56 (+26,59)             |
| Phillip Tahmindjis | 10.000 m (m) | DSQ       | gediskwalificeerd (15.53,61) |

### Shorttrack
| Olympiër                                               | Discipline           | Resultaat | Prestatie                                                |
| ------------------------------------------------------ | -------------------- | --------- | -------------------------------------------------------- |
| Andrew Murtha                                          | 1000 m (m)           | 19e       | voorronde 7: 3e in 1.34,71                               |
| Richard Nizielski                                      | 1000 m (m)           | 21e       | vooronde 4: 3e in 1.38,80                                |
| Kieran Hansen John Kah Andrew Murtha Richard Nizielski | 5000 m aflossing (m) | 7e        | voorronde 1: 2e in 7.15,10 halve finale 1: 4e in 7.32,57 |
|                                                        |                      |           |                                                          |
| Felicity Campbell                                      | 500 m (v)            | 20e       | voorronde 3: 3e in 50,11                                 |
| Karen Gardiner                                         | 500 m (v)            | DSQ       | vooronde 7: gediskwalificeerd                            |

Algerije · Amerikaanse Maagdeneilanden · Andorra · Argentinië · Australië · België · Bermuda · Bolivia · Brazilië · Bulgarije · Canada · Chili · China · Chinees Taipei · Costa Rica · Cyprus · Denemarken · Duitsland · Estland · Filipijnen · Finland · Frankrijk · Gezamenlijk team · Griekenland · Groot-Brittannië · Honduras · Hongarije · Ierland · IJsland · India · Italië · Jamaica · Japan · Joegoslavië · Kroatië · Letland · Libanon · Liechtenstein · Litouwen · Luxemburg · Marokko · Mexico · Monaco · Mongolië · Nederland · Nederlandse Antillen · Nieuw-Zeeland · Noord-Korea · Noorwegen · Oostenrijk · Polen · Puerto Rico · Roemenië · San Marino · Senegal · Slovenië · Spanje · Swaziland · Tsjecho-Slowakije · Turkije · Verenigde Staten · Zuid-Korea · Zweden · Zwitserland